# Елементарна алгебра
Елементарната алгебра е математическа дисциплина, дял на алгебрата, изучаваща основните операции над реалните и комплексни числа. Характерна за дисциплината е употребата на латински и гръцки букви за означаване на променливи, което позволява достатъчно ниво на абстракция за формулирането на уравнения и тяхното решаване. Основните типове уравнения изучавани в елементарната алгебра са линейното и квадратното. Употребата на променливи дава възможност за работа с изрази: намиране на стойност на даден израз, преобразуване на изрази, рационализиране, доказване на тъждества и др. Дисциплината се изучава като учебен предмет в училищата, който се гради на основите на аритметиката и носи наименованието алгебра.

## Алгебрични уравнения

### Ирационални уравнения
Уравнение, в което неизвестното {\displaystyle x} се съдържа и под знак за коренуване, се нарича ирационално уравнение

Примери за ирационални уравнения: 
{\displaystyle {\sqrt {2+x}}=x-1}
{\displaystyle {\sqrt[{3}]{x^{2}+2x-3}}=3x+7}

Следното уравнение не е ирационално, тъй като неизвестното {\displaystyle x} не е коренувано:
{\displaystyle x^{2}=x{\sqrt {3}}}

При решаването на ирационални уравнения, съдържащи само един квадратен корен, се прилагат следните правила:
- Преобразува се уравнението така, че радикалът остава „сам“ от едната му страна.
- Повдигат се двете страни на уравнението на втора степен.
- Решава се полученото рационално уравнение.
- Проверява се за всеки корен на рационалното уравнение, дали удовлетворява или не даденото уравнение, тъй като полученото рационално уравнение не е еквивалентно на първоначалното ирационално уравнение.